# خوزه د لا کوئستا
خوزه د لا کوئستا (انگلیسی: José de la Cuesta؛ زادهٔ ۱۰ فوریهٔ ۱۹۸۳) بازیکن فوتبال اهل کلمبیا است که در پست مدافع میانی بازی می‌کند.

## حرفه‌ای
د لا کوئستا که در مدئین متولد شد، فوتبال را با اتلتیکو ناسیونال آغاز کرد. در ژانویه ۲۰۰۴ با او با باشگاه فوتبال کادیس اسپانیا قرارداد امضا کرد.
وی همچنین در تیم‌های ملی فوتبال زیر ۲۰ سال کلمبیا و کلمبیا بازی کرده‌است.